# Mercedes-Benz W 130
Der Mercedes-Benz W 130, genannt Mercedes-Benz Typ 150 V, erschien 1934 parallel zum Typ 150, hatte jedoch den mit dem Schwestermodell baugleichen Motor vorne eingebaut.
Der kleine Sportroadster konventioneller Bauart hatte den Vierzylinder-Reihenmotor des Typen 150 mit hängenden Ventilen und 1498 cm³, der eine Leistung von 55 PS (40 kW) abgab. Über ein unsynchronisiertes Vierganggetriebe mit Knüppelschaltung wurden die Hinterräder angetrieben. An allen vier Rädern gab es hydraulisch betätigte Trommelbremsen. Die Hinterachse war als Pendelachse mit Schraubenfedern ausgebildet. Wie sein Schwestermodell mit Heckmotor erreichte der Roadster eine Höchstgeschwindigkeit von 125 km/h.
Neben einigen Vorserienexemplaren im Jahre 1934, die vom Werk für verschiedene Straßen- und Geländewettbewerbe eingesetzt wurden, entstanden in der Folge noch einige Exemplare mit Kübelwagenaufbau für die Wehrmacht. Die war dann allerdings an einer größeren Menge dieser Fahrzeuge nicht interessiert, sodass man 1936 den Gedanken an eine Serienfertigung endgültig aufgab.